# Crucianella baldschuanica
Crucianella baldschuanica là một loài thực vật có hoa trong họ Thiến thảo. Loài này được Krasch. mô tả khoa học đầu tiên năm 1937.